# Gran Premio de las Naciones de Motociclismo de 1977
El Gran Premio de las Naciones de Motociclismo de 1977 fue la cuarta prueba de la temporada 1977 del Campeonato Mundial de Motociclismo. El Gran Premio se disputó el 15 de mayo de 1977 en el Circuito de Imola.

## Resultados 500cc
En 500 cc, el británico Barry Sheene ganó este Gran Premio haciendo una mala salida y no avanzando al líder de la carrera, Virginio Ferrari hasta la vuelta 17. El italiano Armando Toracca cerraba el podio.
| Pos.     | Piloto              | Equipo          | Tiempo     | Pts. |
| -------- | ------------------- | --------------- | ---------- | ---- |
| 1        | Barry Sheene        | Suzuki          | 59' 52" 0  | 15   |
| 2        | Virginio Ferrari    | Suzuki          | +1" 3      | 12   |
| 3        | Armando Toracca     | Suzuki          | +2" 6      | 10   |
| 4        | Steve Baker         | Yamaha          | +28" 6     | 8    |
| 5        | Giacomo Agostini    | Yamaha          | +35" 8     | 6    |
| 6        | Philippe Coulon     | Suzuki          | +36" 9     | 5    |
| 7        | John Newbold        | Suzuki          | +1' 10" 5  | 4    |
| 8        | Christian Estrosi   | Suzuki          | +1' 14" 5  | 3    |
| 9        | Boet van Dulmen     | Suzuki          | +1' 16" 4  | 2    |
| 10       | Anton Mang          | Suzuki          | +1' 22" 3  | 1    |
| 11       | Steve Parrish       | Suzuki          | +1' 39" 7  |      |
| 12       | Teuvo Länsivuori    | Suzuki          | +1' 40" 4  |      |
| 13       | Graziano Rossi      | Suzuki          | +1' 45" 7  |      |
| 14       | Max Wiener          | Suzuki          | +1' 45" 7  |      |
| 15       | Alex George         | Suzuki          | +1 Vuelta  |      |
| 16       | John Williams       | Suzuki          | +1 Vuelta  |      |
| 17       | Jean-Philippe Orban | Suzuki          | +2 Vueltas |      |
| 18       | Mario Necchi        | Suzuki          | +2 Vueltas |      |
| Ret      | Marco Lucchinelli   | Suzuki          | Ret        |      |
| Ret      | Gianfranco Bonera   | Suzuki          | Ret        |      |
| Ret      | Michel Rougerie     | Suzuki          | Ret        |      |
| Ret      | Pat Hennen          | Suzuki          | Ret        |      |
| Ret      | Nico Cereghini      | Suzuki          | Ret        |      |
| Ret      | Jack Findlay        | Suzuki          | Ret        |      |
| Ret      | Gianni Rolando      | Suzuki          | Ret        |      |
| Ret      | Riccardo Romeri     | Yamaha          | Ret        |      |
| Ret      | Stu Avant           | Suzuki          | Ret        |      |
| Ret      | Bernard Fau         | Suzuki          | Ret        |      |
| Ret      | Wil Hartog          | Suzuki          | Ret        |      |
| Ret      | Børge Nielsen       | Suzuki          | Ret        |      |
| DNQ      | Markku Matikainen   | Suzuki          | DNQ        |      |
| DNQ      | Carlo Perugini      | Suzuki          | DNQ        |      |
| DNQ      | Pieraldo Cipriani   | Paton           | DNQ        |      |
| DNQ      | Karl Auer           | Suzuki          | DNQ        |      |
| DNQ      | Helmut Kassner      | Suzuki          | DNQ        |      |
| DNQ      | Gregorio Mariani    | Suzuki          | DNQ        |      |
| DNQ      | Hervé Regout        | Suzuki          | DNQ        |      |
| DNQ      | Cesare Leali        | Suzuki          | DNQ        |      |
| DNQ      | Luigi Torelli       | Lombardini      | DNQ        |      |
| DNQ      | Francesco Pisanelli | Suzuki          | DNQ        |      |
| DNQ      | Paolo Niccoli       | Harley-Davidson | DNQ        |      |
| Sources: |                     |                 |            |      |

## Resultados 350cc
Después de unas carreras desafortunadas, el sudafricano Alan North, que dominó la carrera de principio a fin. El podio se cerró con el italiano Mario Lega y el japonés Takazumi Katayama.
| Pos. | Piloto              | Equipo            | Tiempo     | Pts. |
| ---- | ------------------- | ----------------- | ---------- | ---- |
| 1    | Alan North          | Yamaha            | 53' 12" 2  | 15   |
| 2    | Mario Lega          | Bakker-Morbidelli | +1" 7      | 12   |
| 3    | Takazumi Katayama   | Yamaha            | +23" 7     | 10   |
| 4    | Michel Rougerie     | Yamaha            | +24" 6     | 8    |
| 5    | Bruno Kneubühler    | Yamaha            | +1' 07" 1  | 6    |
| 6    | Franco Uncini       | Harley-Davidson   | +1' 15" 2  | 5    |
| 7    | Walter Villa        | Bimota-HD         | +1' 15" 7  | 4    |
| 8    | Felice Agostini     | Yamaha            | +1' 29" 9  | 3    |
| 9    | Denis Boulom        | Yamaha            | +1' 41" 8  | 2    |
| 10   | Chas Mortimer       | Maxton-Yamaha     | +1' 48" 2  | 1    |
| 11   | Michel Frutschi     | Yamaha            | +1' 50" 3  |      |
| 12   | Olivier Chevallier  | Yamaha            | +1 Vuelta  |      |
| 13   | Ken Nemoto          | Yamaha            | +1 Vuelta  |      |
| 14   | Giorgio Avveduti    | Yamaha            | +1 Vuelta  |      |
| 15   | Peter Baláž         | Yamaha            | +3 Vueltas |      |
| Ret  | Kork Ballington     | Yamaha            | Ret        |      |
| Ret  | Giacomo Agostini    | Yamaha            | Ret        |      |
| Ret  | Tom Herron          | Yamaha            | Ret        |      |
| Ret  | Pekka Nurmi         | Yamaha            | Ret        |      |
| Ret  | Gianni Pelletier    | Bimota-Yamaha     | Ret        |      |
| Ret  | Christian Sarron    | Yamaha            | Ret        |      |
| Ret  | Raffaele Palatiello | Bimota-Yamaha     | Ret        |      |
| Ret  | Vanes Francini      | Yamaha            | Ret        |      |
| Ret  | Alfio Micheli       | Yamaha            | Ret        |      |
| Ret  | Massimo Matteoni    | Bimota-Yamaha     | Ret        |      |
| Ret  | Philippe Coulon     | Yamaha            | Ret        |      |
| Ret  | Raymond Roche       | Yamaha            | Ret        |      |
| Ret  | Børge Nielsen       | Yamaha            | Ret        |      |
| Ret  | José Cecotto        | Yamaha            | Ret        |      |
| Ret  | Leif Gustafsson     | Yamaha            | Ret        |      |
| Ret  | Alex George         | Yamaha            | Ret        |      |
| DNQ  | Jack Findlay        | Yamaha            | DNQ        |      |
| DNQ  | John Dodds          | Yamaha            | DNQ        |      |
| DNQ  | Karl Auer           | Yamaha            | DNQ        |      |
| DNQ  | Giorgio Gabellini   | Yamaha            | DNQ        |      |
| DNQ  | Tapio Virtanen      | Yamaha            | DNQ        |      |
| DNQ  | Max Wiener          | Yamaha            | DNQ        |      |
| DNQ  | Roland Freymond     | Yamaha            | DNQ        |      |
| DNQ  | Gianfranco Bonera   | Yamaha            | DNQ        |      |
| DNQ  | Franco Marcheggiani | Yamaha            | DNQ        |      |
| DNQ  | Riccardo Romeri     | Yamaha            | DNQ        |      |
| DNQ  | Jean-Claude Hogrel  | Yamaha            | DNQ        |      |
| DNQ  | Fosco Giansanti     | Yamaha            | DNQ        |      |
| DNQ  | Jon Ekerold         | Yamaha            | DNQ        |      |
| DNQ  | Raúl Tausani        | Yamaha            | DNQ        |      |
| DNQ  | Giuseppe Consalvi   | Yamaha            | DNQ        |      |
| DNQ  | Erasmo Di Giacinto  | Harley-Davidson   | DNQ        |      |
| DNQ  | Philippe Bouzanne   | Yamaha            | DNQ        |      |
| DNQ  | Germano Paganini    | Yamaha            | DNQ        |      |
| DNQ  | Adelio Faccioli     | Yamaha            | DNQ        |      |
| DNQ  | Markku Matikainen   | Yamaha            | DNQ        |      |
| DNQ  | Germano Salsi       | Yamaha            | DNQ        |      |
| DNQ  | Giorgio Gatti       | Yamaha            | DNQ        |      |
| DNQ  | Sven Andersson      | Yamaha            | DNQ        |      |
| DNQ  | Yoshimi Matsumoto   | Yamaha            | DNQ        |      |
| DNQ  | Riccardo Russo      | Yamaha            | DNQ        |      |
| DNQ  | Paolo Campanelli    | Yamaha            | DNQ        |      |
| DNQ  | Carlo Saltarelli    | Yamaha            | DNQ        |      |
| DNQ  | János Drapál        | Yamaha            | DNQ        |      |
| DNQ  | Pentti Korhonen     | Yamaha            | DNQ        |      |

## Resultados 250cc
En el cuarto de litro, la victoria fue para el italiano Franco Uncini, que se desbancó de liderato a su compatriota Mario Lega en la novena vuelta. El británico Barry Ditchburn acabó tercero.
| Pos. | Piloto                  | Equipo          | Tiempo    | Pts. |
| ---- | ----------------------- | --------------- | --------- | ---- |
| 1    | Franco Uncini           | Bimota-HD       | 50' 12" 7 | 15   |
| 2    | Mario Lega              | Morbidelli      | +9" 1     | 12   |
| 3    | Barry Ditchburn         | Kawasaki        | +30" 7    | 10   |
| 4    | Tom Herron              | Yamaha          | +39"      | 8    |
| 5    | Alan North              | Yamaha          | +50" 9    | 6    |
| 6    | Jon Ekerold             | Yamaha          | +55" 3    | 5    |
| 7    | Jean-François Baldé     | Kawasaki        | +58" 8    | 5    |
| 8    | Takazumi Katayama       | Yamaha          | +1' 19" 2 | 4    |
| 9    | Vic Soussan             | Yamaha          | +1' 28" 2 | 2    |
| 10   | Vanes Francini          | Yamaha          | +1' 29" 2 | 1    |
| 11   | Sauro Pazzaglia         | Yamaha          | +1' 30" 1 |      |
| 12   | Franco Solaroli         | Harley-Davidson | +1' 51" 9 |      |
| 13   | Michel Frutschi         | Yamaha          | +1' 52"   |      |
| 14   | Pekka Nurmi             | Yamaha          | +1' 54" 5 |      |
| 15   | Pierluigi Conforti      | Yamaha          | +1' 58" 8 |      |
| 16   | Philippe Bouzanne       | Yamaha          | +1 Vuelta |      |
| 17   | Leif Gustafsson         | Yamaha          | +1 Vuelta |      |
| 18   | John Dodds              | Yamaha          | +1 Vuelta |      |
| Ret  | Walter Villa            | Bimota-HD       | Ret       |      |
| Ret  | Christian Sarron        | Yamaha          | Ret       |      |
| Ret  | Hans Müller             | Yamaha          | Ret       |      |
| Ret  | Akihiko Kiyohara        | Kawasaki        | Ret       |      |
| Ret  | Bruno Kneubühler        | Yamaha          | Ret       |      |
| Ret  | Aldo Nannini            | Yamaha          | Ret       |      |
| Ret  | Gianni Pelletier        | Bimota-Yamaha   | Ret       |      |
| Ret  | Vinicio Salmi           | Yamaha          | Ret       |      |
| Ret  | Kork Ballington         | Yamaha          | Ret       |      |
| Ret  | Giovanni Proni          | Yamaha          | Ret       |      |
| Ret  | Giuseppe Consalvi       | Yamaha          | Ret       |      |
| Ret  | Olivier Chevallier      | Yamaha          | Ret       |      |
| DNQ  | Chas Mortimer           | Maxton-Yamaha   | DNQ       |      |
| DNQ  | Maurizio Massimiani     | Yamaha          | DNQ       |      |
| DNQ  | Attilio Riondato        | Yamaha          | DNQ       |      |
| DNQ  | Denis Boulom            | Yamaha          | DNQ       |      |
| DNQ  | Luciano Ricchetti       | Harley-Davidson | DNQ       |      |
| DNQ  | Giorgio Avveduti        | Yamaha          | DNQ       |      |
| DNQ  | Armand Gras             | Yamaha          | DNQ       |      |
| DNQ  | Ken Nemoto              | Yamaha          | DNQ       |      |
| DNQ  | Raffaele Palatiello     | Yamaha          | DNQ       |      |
| DNQ  | Lorenzo Ghiselli        | Harley-Davidson | DNQ       |      |
| DNQ  | Tapio Virtanen          | Yamaha          | DNQ       |      |
| DNQ  | Edgardo Branducci       | Harley-Davidson | DNQ       |      |
| DNQ  | Orlando Macchi          | Yamaha          | DNQ       |      |
| DNQ  | Pierre Soulas           | Yamaha          | DNQ       |      |
| DNQ  | Harald Bartol           | Yamaha          | DNQ       |      |
| DNQ  | Francisco Calafat Pérez | Yamaha          | DNQ       |      |
| DNQ  | Peter Baláž             | Yamaha          | DNQ       |      |
| DNQ  | Gianfranco Bursi        | Yamaha          | DNQ       |      |
| DNQ  | Odo Ricchetti           | Yamaha          | DNQ       |      |
| DNQ  | Raul Martini            | Yamaha          | DNQ       |      |
| DNQ  | Alain Beraud            | Yamaha          | DNQ       |      |
| DNQ  | Massimo Matteoni        | Yamaha          | DNQ       |      |
| DNQ  | Pentti Korhonen         | Yamaha          | DNQ       |      |
| DNQ  | Rudolf Weiss            | Yamaha          | DNQ       |      |
| DNQ  | Lucio Pamio             | Harley-Davidson | DNQ       |      |
| DNQ  | Jean-Claude Hogrel      | Yamaha          | DNQ       |      |
| DNQ  | Antonio Maisano         | Yamaha          | DNQ       |      |
| DNQ  | Branko Bevanda          | Yamaha          | DNQ       |      |
| DNQ  | Xaver Tschannen         | Harley-Davidson | DNQ       |      |
| DNQ  | Sven Andersson          | Yamaha          | DNQ       |      |
| DNQ  | Roland Freymond         | Yamaha          | DNQ       |      |

## Resultados 125cc
En el octavo de litro, el italiano Pier Paolo Bianchi salió desde la pole y consiguió liderar completamente la carrera. En segundo lugar, fue para Eugenio Lazzarini que llegó a mucha distancia de Bianchi mientras que el trío trasalpino en el podio se vio confirmada con el tercer puesto de Maurizio Massimiani.
| Pos. | Piloto                 | Moto            | Tiempo     | Pts. |
| ---- | ---------------------- | --------------- | ---------- | ---- |
| 1    | Pier Paolo Bianchi     | Morbidelli      | 45' 58" 7  | 15   |
| 2    | Eugenio Lazzarini      | Morbidelli      | +55" 8     | 12   |
| 3    | Maurizio Massimiani    | Morbidelli      | +1' 13" 5  | 10   |
| 4    | Anton Mang             | Morbidelli      | +1' 16" 3  | 8    |
| 5    | Ángel Nieto            | Bultaco         | +1' 28" 2  | 6    |
| 6    | Sauro Pazzaglia        | Morbidelli      | +1' 41" 2  | 5    |
| 7    | Hans Müller            | Morbidelli      | +1' 46" 6  | 4    |
| 8    | Jean-Louis Guignabodet | Morbidelli      | +1' 48" 9  | 3    |
| 9    | Stefan Dörflinger      | Morbidelli      | +1' 51" 5  | 2    |
| 10   | Pieraldo Cipriani      | Morbidelli      | +2' 06" 9  | 1    |
| 11   | Luciano Ricchetti      | Morbidelli      | +2' 13" 8  |      |
| 12   | Gert Bender            | Bender          | +2' 15" 7  |      |
| 13   | Guido Mancini          | Morbidelli      | +1 Vuelta  |      |
| 14   | Felice Pellegrino      | Morbidelli      | +1 Vuelta  |      |
| 15   | Patrick Plisson        | Morbidelli      | +1 Vuelta  |      |
| 16   | Enrico Cereda          | Morbidelli      | +1 Vuelta  |      |
| 17   | Rossano Brazzi         | Morbidelli      | +1 Vuelta  |      |
| 18   | Luigi Rinaudo          | Morbidelli      | +3 Vueltas |      |
| Ret  | Giovanni Ziggiotto     | Morbidelli      | Ret        |      |
| Ret  | Germano Zanetti        | Morbidelli      | Ret        |      |
| Ret  | Harald Bartol          | Morbidelli      | Ret        |      |
| Ret  | Johann Parzer          | Morbidelli      | Ret        |      |
| Ret  | Matti Kinnunen         | Morbidelli      | Ret        |      |
| Ret  | Rolf Blatter           | Morbidelli      | Ret        |      |
| Ret  | Claudio Lusuardi       | Morbidelli      | Ret        |      |
| Ret  | János Drapál           | Morbidelli      | Ret        |      |
| Ret  | Carlo Vernocchi        | Morbidelli      | Ret        |      |
| Ret  | Ermanno Giuliano       | LGM             | Ret        |      |
| Ret  | Italo Zerbini          | Morbidelli      | Ret        |      |
| Ret  | Pierluigi Conforti     | Morbidelli      | Ret        |      |
| DNQ  | Luigi Schiavano        | Morbidelli      | DNQ        |      |
| DNQ  | Brunello Baldini       | Morbidelli      | DNQ        |      |
| DNQ  | Fusco Cesarotti        | Morbidelli      | DNQ        |      |
| DNQ  | Rino Pretelli          | Morbidelli      | DNQ        |      |
| DNQ  | Luciano Spinello       | Morbidelli      | DNQ        |      |
| DNQ  | Hans-Jürgen Hummel     | Morbidelli      | DNQ        |      |
| DNQ  | Aldo Larcher           | Harley-Davidson | DNQ        |      |
| DNQ  | Xaver Tschannen        | Bender          | DNQ        |      |
| DNQ  | Cees van Dongen        | Morbidelli      | DNQ        |      |
| DNQ  | Gianni Ribuffo         | Raibo           | DNQ        |      |
| DNQ  | Dominico Battilani     | Yamaha          | DNQ        |      |
| DNQ  | Giuliano Tabanelli     | Silvestri       | DNQ        |      |

## Resultados 50cc
En la categoría menor cilindrada, el italiano Eugenio Lazzarini experimentó una espectacular remontada después de tener un mal arranque y se hizo con la victoria. El dueto español Ricardo Tormo y Ángel Nieto se tuvieron que conforma con las dos posiciones del podio después de haber dominado la carrera durante muchas vueltas.
| Pos. | Piloto                 | Moto           | Tiempo     | Pts. |
| ---- | ---------------------- | -------------- | ---------- | ---- |
| 1    | Eugenio Lazzarini      | Kreidler       | 31' 40" 6  | 15   |
| 2    | Ricardo Tormo          | Bultaco        | +1" 4      | 12   |
| 3    | Ángel Nieto            | Bultaco        | +12" 1     | 10   |
| 4    | Herbert Rittberger     | Kreidler       | +1' 27" 8  | 8    |
| 5    | Rolf Blatter           | Kreidler       | +1' 28" 4  | 6    |
| 6    | Ulrich Graf            | Kreidler       | +1' 36" 7  | 5    |
| 7    | Stefan Dörflinger      | Kreidler       | +1' 51" 5  | 4    |
| 8    | Patrick Plisson        | ABF            | +1' 55" 4  | 3    |
| 9    | Ezio Mischiatti        | Derbi          | +1' 56" 5  | 2    |
| 10   | Aldo Pero              | Kreidler       | +1' 58" 7  | 1    |
| 11   | Hans-Jürgen Hummel     | Kreidler       | +2' 14" 3  |      |
| 12   | Guido Mancini          | Kreidler       | +2' 27" 3  |      |
| 13   | Rudolf Kunz            | Kreidler       | +1 Vuelta  |      |
| 14   | Engelbert Kip          | Kreidler       | +1 Vuelta  |      |
| 15   | Giorgio Paci           | Derbi          | +1 Vuelta  |      |
| 16   | Ramón Gali             | Derbi          | +1 Vuelta  |      |
| 17   | Claudio Granata        | Derbi          | +1 Vuelta  |      |
| 18   | Günter Schirnhofer     | Kreidler       | +1 Vuelta  |      |
| 19   | Giuliano Tabanelli     | Silvestri      | +1 Vuelta  |      |
| 20   | Giovanni Lucarini      | UFO-Morbidelli | +1 Vuelta  |      |
| n.c. | Giorgio Macchiavelli   | UFO-Morbidelli | +6 Vueltas |      |
| Ret  | Alberto Ieva           | Ringhini       | Ret        |      |
| Ret  | Hagen Klein            | Kreidler       | Ret        |      |
| Ret  | Claudio Lusuardi       | Lusuardi       | Ret        |      |
| Ret  | Jean-Louis Guignabodet | UFO-Morbidelli | Ret        |      |
| Ret  | Ingo Emmerich          | Kreidler       | Ret        |      |
| Ret  | Joaquín Galí           | Bultaco        | Ret        |      |
| Ret  | Giorgio Di Nunzio      | Derbi          | Ret        |      |
| Ret  | Cees van Dongen        | Kreidler       | Ret        |      |
| Ret  | Ermanno Giuliano       | LGM            | Ret        |      |
| DNQ  | Theo Timmer            | Kreidler       | DNQ        |      |
| DNQ  | Giorgio Antolini       | Derbi          | DNQ        |      |
| DNQ  | Fabrizio Frollani      | Ringhini       | DNQ        |      |
| DNQ  | Antonio Aletta         | Tomos          | DNQ        |      |
| DNQ  | Giovanni Massaroni     | Ringhini       | DNQ        |      |
| DNQ  | Claudio Boscotrecase   | Minarelli      | DNQ        |      |
| DNQ  | Gianni Ribuffo         | Lamone         | DNQ        |      |